# Лелюк, Алексей Владимирович
Алексей Владимирович Лелюк (укр. Олексій Володимирович Лелюк; род. 30 ноября 1969, Харьков) — украинский политик, государственный и общественный деятель.

## Биография
После окончания средней школы в родном городе, в 1986 году поступил в Московский государственный технический университет имени Баумана на специальность «Двигатели и энергетические установки космической техники».
В 1992 году, окончив обучение, получил квалификацию инженера-механика.
С 1996 по 2001 год без отрыва от производства обучался в Национальной юридической академии имени Ярослава Мудрого, получил квалификацию юриста-правоведа.
Кандидат экономических наук (2014).

### Трудовая деятельность
С 1992 по 1998 год директор малого предприятия «Эгида».
С марта по декабрь 1998 года — генеральный директор Общества с ограниченной ответственностью «Цитрон».
С 1999 по 2003 год — генеральный директор Открытого акционерного общества «Харьковский завод пищевых кислот».
С 2003 по 2004 год — председатель правления Открытого акционерного общества по газоснабжению и газификации «Полтавагаз».
В июне 2004 года на внеочередных выборах по одномандатному округу № 151 Полтавской области избирается народным депутатом Украины[чего?]. В Верховной Раде IV созыва — член Комитета по вопросам Регламента, депутатской этики и обеспечения деятельности Верховной Рады Украины.
На очередных выборах V созыва в 2006 году по многомандатному общегосударственному округу проходит в парламент по спискам Партии регионов (№ 91), член Комитета по вопросам топливо-энергетического комплекса, ядерной политики и ядерной безопасности.
С сентября 2007 года избран по многомандатному общегосударственному округу народным депутатом Украины VI созыва от Партии регионов (№ 91), член Комитета по вопросам финансов и банковской деятельности. Состоит в группах межпарламентских связей с Российской Федерацией и Федеративной Республикой Германией.
28 декабря 2010 года указом Президента Украины В.Януковича от 28.12.2010 г. № 1268/2010 назначен председателем Государственного агентства резерва Украины.
28 октября 2012 года избран народным депутатом Украины VII созыва.

### Общественная деятельность
С декабря 2003 года по июнь 2008 года — председатель Полтавской областной организации Партии регионов.
В 2004 году возглавлял избирательный штаб на выборах Президента Украины (III тур) в Полтавской области, доверенное лицо кандидата на пост Президента Украины В. Ф. Януковича.
Руководитель избирательного штаба по Полтавской области на парламентских выборах в 2006 году.

### Личные данные
Семейное положение: женат, имеет дочь.
Хобби: путешествия, спорт.
Воинское звание:
С 1991 года — лейтенант запаса.
В 2007 году присвоено воинское звание — старший лейтенант запаса.

## Награды
В 2000 году за многолетний добросовестный труд и высокое профессиональное мастерство награждён Почётной грамотой Харьковской областной госадминистрации и Харьковского областного совета.
В 2005 году за особые заслуги перед украинским народом награждён Почётной грамотой Верховной Рады Украины.
2007 год — почётная грамота Полтавского областного совета за весомый личный вклад в социально-экономическое развитие Полтавского региона, укрепление местного самоуправления и активную гражданскую позицию.
В 2008 году — за особый личный вклад в разрешение социальных вопросов города и защиту интересов территориальной громады Полтавы — Почётная грамота исполкома Полтавского городского совета.
В январе 2009 года за особый вклад в процесс консолидации украинского общества, строительство демократического, социального и правового государства и по случаю Дня Соборности Украины награждён орденом «За заслуги» ІІІ степени.